# Заболоття (Калінінський район)
Заболоття (рос. Заболотье) — присілок в Калінінському районі Тверської області Російської Федерації.
Населення становить 6 осіб. Входить до складу муніципального утворення Кулицьке сільське поселення.

## Історія
Від 2005 року входить до складу муніципального утворення Кулицьке сільське поселення.

## Населення
| 1859 | 1886 | 2002 | 2010 |
| ---- | ---- | ---- | ---- |
| 197  | ↗276 | ↘20  | ↘6   |